# Sofie Carsten Nielsen
Sofie Carsten Nielsen (Hørsholm, 24 de mayo de 1975) es una política danesa, líder del Partido Social Liberal Danés desde octubre de 2020 hasta noviembre de 2022. En la década de 2000, Nielsen comenzó su carrera política en el Parlamento Europeo como consultora antes de trabajar para el Ministerio de Igualdad de Género como viceministra. Después de ser elegida miembro del Folketing en las elecciones generales danesas de 2011 para el distrito electoral del Gran Copenhague, Nielsen se convirtió en ministra de Educación Superior y Ciencia en 2014. Nielsen permaneció en su cargo de ministra hasta que fue reemplazada por Esben Lunde Larsen en 2015.

## Carrera política
En una entrevista con Naturejobs, Nielsen mencionó que originalmente no planeaba involucrarse en política. Comenzó su carrera en el Parlamento Europeo como consultora de 2002 a 2004 antes de convertirse en viceministra del Ministerio de Igualdad de Género hasta 2009. Después de un breve puesto en la Sociedad Danesa de Ingenieros, Nielsen fue elegida miembro del Folketing por Copenhagen en las elecciones generales danesas de 2011. Durante su mandato, Nielsen fue portavoz de varios temas, incluida la igualdad de género y la Unión Europea.
Con el Partido Social Liberal Danés, Nielsen se convirtió en su vicepresidenta en 2011 antes de ser ascendido a presidenta en 2012. Después de ocupar su cargo de presidente durante dos años, Nielsen se convirtió en Ministra de Educación Superior y Ciencia en 2014. Como Ministra de Educación Superior y Ciencia, Nielsen declaró en 2014 que se reducirían las admisiones de 4000 estudiantes a programas de baja rotación. Posteriormente, las universidades de Dinamarca negociaron un acuerdo con ella para reducir e implementar la cantidad de recortes a partir de 2018. El 28 de junio de 2015, Nielsen fue reemplazada por Esben Lunde Larsen para el cargo de ministro de Educación Superior y Ciencia.
Después de que terminó su cargo de ministra, Nielsen volvió a su puesto como vicepresidenta del Partido Social Liberal Danés en 2015. En octubre de 2020, Nielsen fue nombrado reemplazo de Morten Østergaard como jefe del Partido Social Liberal Danés después de que Østergaard renunciara a su puesto de liderazgo.
Como resultado de la Comisión de Investigación del Caso del Asesinato de Mink, anunció que, si la primera ministra Mette Frederiksen no convocaba elecciones generales antes del 4 de octubre de 2022, su partido apoyaría una moción de censura contra Frederiksen.

## Vida personal
Nielsen nació el 24 de mayo de 1975 en Hørsholm, Dinamarca . Nielsen se graduó con una maestría en política del Colegio de Europa en 2001 y luego una maestría en ciencias en la Universidad de Copenhague en 2002. Nielsen está casada y tiene dos hijos.